# Wellington Priori
Wellington Cirino Priori (San Paolo, 21 febbraio 1990) è un calciatore brasiliano, difensore dell'Ayutthaya Utd.

## Carriera
Ha giocato nella massima serie dei campionati thailandese, sudcoreano, indiano e bengalese. Il 2 agosto 2022 torna allo Jamshedpur, società indiana militante nella Indian Super League dove aveva già giocato nel 2018.